# Sara Josephine Baker
Sara Josephine Baker lub Jo Baker, (ur. 15 listopada 1873 w Poughkeepsie, zm. 22 lutego 1945 w Nowym Jorku) – amerykańska lekarka, sufrażystka i działaczka humanitarna.

## Życiorys
Pochodziła ze średniozamożnej rodziny unitariańsko-kwakierskiej ze stanu Nowy Jork. Jej ojcem był Orlando Daniel Mosher Baker, prawnik, a matką Jenny Harwood Brown. Gdy miała 16 lat, jej ojciec i brat zmarli na tyfus, pozostawiając rodzinę bez środków do życia i Jo musiała zacząć pracować.
W 1898 roku ukończyła Women's Medical College of the New York Infirmary for Women and Children. W 1901 roku została inspektorką Departamentu Zdrowia i nadzorowała szkoły. Zaczęła walczyć o poprawę higieny w slumsach Nowego Jorku, tzw. Hell’s Kitchen na Manhattanie (gdzie co tydzień umierało 1500 noworodków). Prowadziła szeroko zakrojoną akcję uczenia matek prawidłowej opieki i żywienia dzieci. Wynalazła także preparat mlekozastępczy dla niemowląt. 
W 1908 roku otrzymała stanowisko dyrektorki Biura Higieny Dziecka (Bureau of Child Hygiene), pierwszego tego rodzaju w Stanach Zjednoczonych. Rozwinęła programy edukacyjne, służące zapobieganiu chorobom i propagujące zasady podstawowej higieny dla imigrantów.  W 1910 roku założyła Ligę Małych Matek, która szkoliła dziewczynki do opieki nad młodszym rodzeństwem (żeby pomóc pracującym matkom). Zastosowała na masową skalę preparat chroniący niemowlęta przed ślepotą, spowodowaną rzeżączką (zachorowalność zmalała 100-krotnie w ciągu 2 lat). Przekonała władze stanu Nowy Jork do wprowadzenia obowiązkowych szkoleń i egzaminów dla położnych. Wprowadziła do każdej szkoły lekarza i pielęgniarkę, troszczących się o zdrowie uczniów.
Jo Baker została znaną i szanowaną specjalistką ds. higieny. Pomagała w odnalezieniu tzw. „Tyfusowej Mary” – kucharki, pierwszej znanej nosicielki tyfusu, która zaraziła przynajmniej 47 ludzi, choć przypisywano jej rozniesienie choroby na setki osób.
Była osobą homoseksualną, jej wieloletnią partnerką była pisarka Ida Alexa Ross Wylie, której książki są cennym źródłem informacji o prywatnym i zawodowym życiu Jo Baker.
W 1917 roku – jako pierwsza kobieta – uzyskała doktorat w dziedzinie zdrowia publicznego na New York University and Bellevue Hospital Medical College (obecnie: New York University School of Medicine).
Podczas I wojny światowej zasłynęła stwierdzeniem, że bezpieczniej jest walczyć w okopach (śmiertelność 4%), niż urodzić się w USA (śmiertelność noworodków wynosiła 12%). Została asystentką Naczelnego Chirurga USA (była pierwszą kobietą, zatrudnioną w amerykańskich władzach federalnych). Dzięki jej staraniom utworzono Federalne Biuro ds. Dzieci i Służbę Zdrowia Publicznego oraz departamenty higieny dziecięcej w każdym stanie USA. Uczestniczyła w pracach ponad 25 towarzystw medycznych, napisała 250 artykułów do prasy, 4 książki i autobiografię. 
W latach 1922–1924 reprezentowała Stany Zjednoczone w Komisji Zdrowia Ligi Narodów.